# ハプログループ

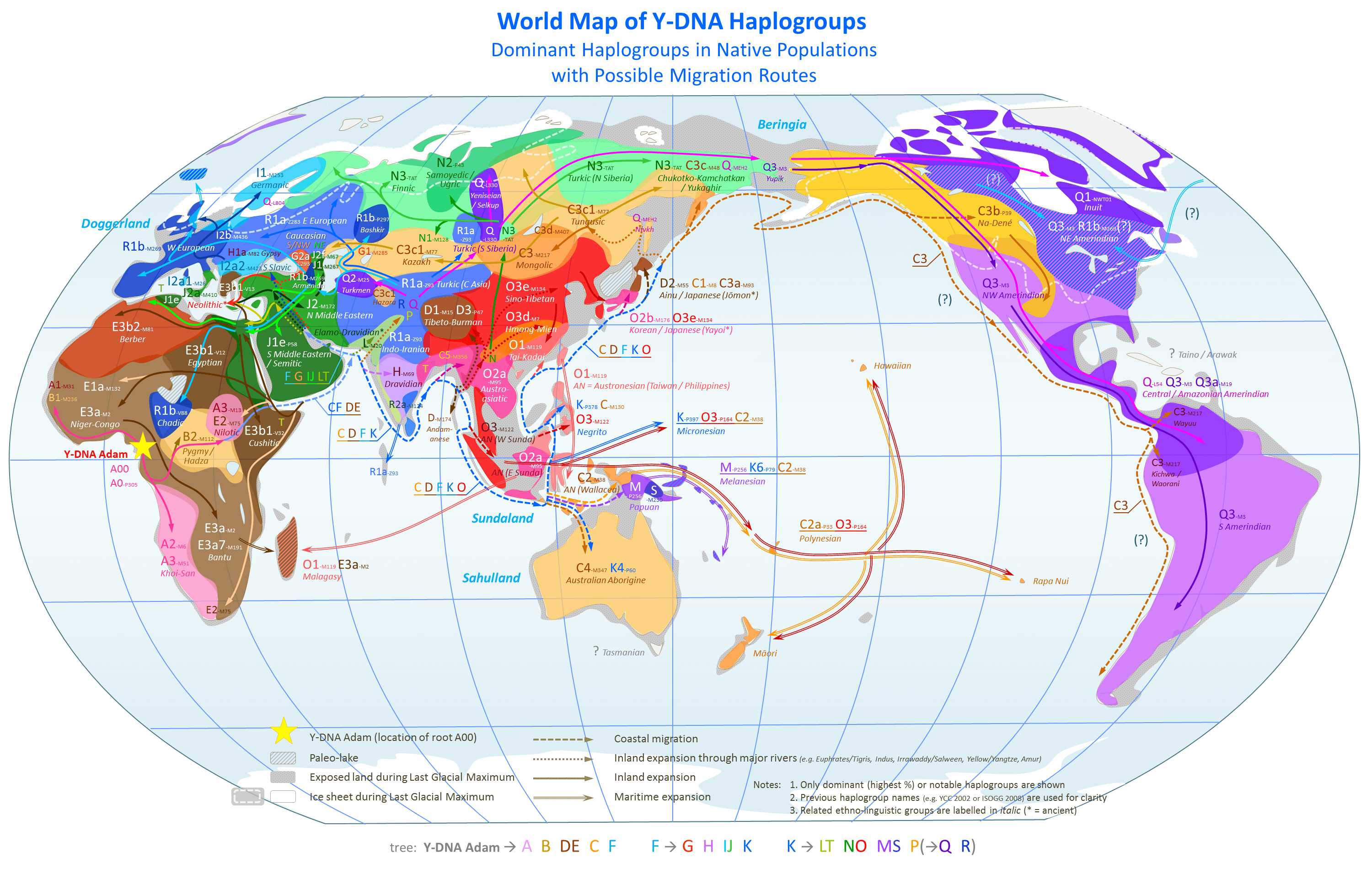
Y染色体ハプログループの世界拡散を表す想定地図

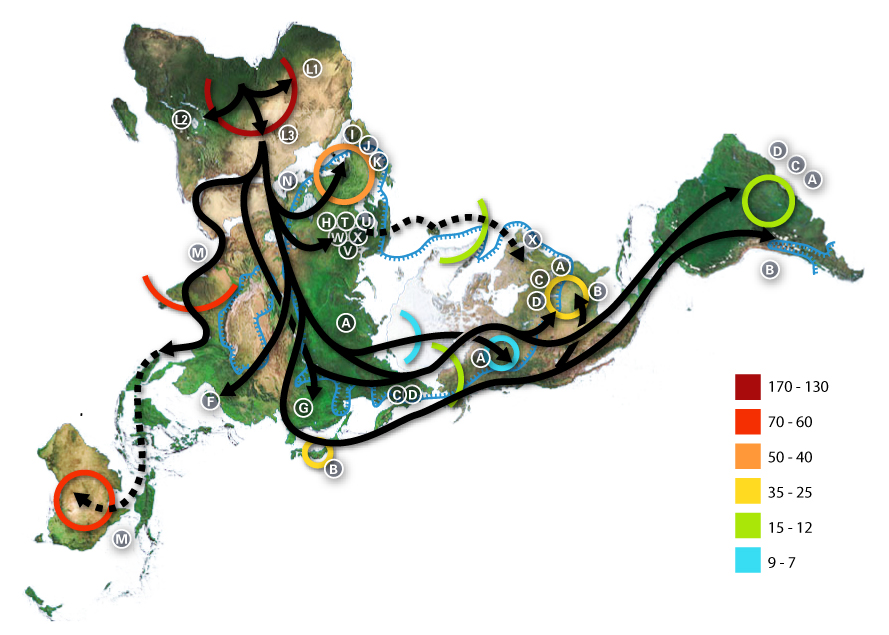
ミトコンドリアDNAのハプログループの分布から推定した人類伝播のルートと年代

ハプログループ（英: haplogroup）とは、単一の一塩基多型 (SNP) 変異をもつ共通祖先をもつような、よく似たハプロタイプの集団のことで、単倍群とも訳される。

## 概要
ある種（たとえばヒト）の一部（たとえば日本人）について、ハプログループを調べることで、その一部（日本人）の由来を調べることができる。通常は、ミトコンドリア（女系）やY染色体（男系）を用いる。ミトコンドリアのハプログループを調べる話は「ミトコンドリア・イブ」という言葉とともに有名になった。
この研究が発展して、人類がアフリカから各地へ移動していく経路も推定できるようになった。Y染色体ハプログループを人類全体について調べることで、世界各地の民族の由来を調べることもできる。

## 表記法
Y染色体ハプログループおよびミトコンドリアDNAハプログループについては、アルファベットが振られている。正式表記としては変異部分のひとつ表記してそのグループを表す。たとえば、ハプログループE-V13などである。簡易表記では系統にしたがってアルファベットと数字を交互に振っていく。E＞E1＞E1a＞E1a1＞…、E＞E2＞E2b＞E2b1…　などとなる。簡易表記は研究の進展とともに変更されるため注意を要する。またどのグループにも含まれないタイプをパラグループとして「*」で表す。例えば、ハプログループD1にもD2にも含まれず、下位の簡易表記をもたないが、ハプログループDの子型であるものはD*と表記される。あるグループから特定の系統のみを除く場合（x…）を表記する。たとえば「D（xD1）」であれば、D1系統を除くDの子系統全てを表す。すなわちDの子系統で簡易表記を持つものがD1,D2のみ場合、「D（xD1）＝D*+D2」である。

## 特性
Y染色体ハプログループは言語上の区分（語族）の分布パターンと関連性が高い。これは農耕牧畜など文化的優越性を持つ移住者の男性が在来集団（狩猟採集民など）の女性と子を設ける際その男性の文化と共にその文化と紐付けられた言葉を受け継いだ子の方が子孫を繁栄させることが多かったためである。なおミトコンドリアDNAハプログループは言語との関連性が低い一方グループとしての多様性が比較的大きい。